# Španci
Španci ali Katalonci (špansko: españoles ali tudi castellanos) so romanski narod, ki pretežno živi v Evropi na Pirenejskem polotoku, to je v Španiji, v preostalem svetu pa še v bivših kolonijah, največ v južni Ameriki. Govorijo španščino, ki spada med romanske jezike.
Po popisu iz leta 2005 jih je vsega skupaj preko 27 milijonov, od tega 24.300.000 v Španiji, 702.000 v Franciji, 512.000 v Argentini, 355.000 v Mehiki, 270.000 v ZDA, 227.000 v Braziliji, 120.000 v Paragvaju, in še drugje, skupno se nahajajo kar v 54 državah.

## Skupine
V Španiji je kar 55 različnih etničnih skupin, od katerih se nekatere domače, njim sorodne skupine, prav tako klasificirajo med Špance, obenem pa se bore za ohranjanje svojega porekla in identitete. Največje izmed teh, po podatkih OZN iz leta 2005, so naslednje:
- Aragonci, število okoli 2.000.000, zahodni sosedi Kataloncev, nastanjeni v severovzhodni Španiji, v Aragoniji;
- Galicijci, živijo v Galiciji, v skrajnem severozahodnem "kotu" Španije, okoli 3,3 milijona;
- Estremadurci, okoli 1,1 milijona na zahodu Španije ob meji s Portugalsko. Najbolj znani pripadniki tega naroda so Hernando Cortes, Francisco Pizzaro, Vasco Núñez de Balboa, Hernando de Soto in še drugi;
- Katalonci, poleg Špancev najštevilčnejša in najbolj znana romanska skupina, ki se nahaja na severovzhodu Španije, v istoimenski pokrajini Kataloniji, katalonsko govorijo še v nekaterih mejnih področjih le-te, tudi na Balearih.

Od manjših skupin velja omeniti še Asturijce in Valencijance.